# Blanche River
Der Blanche River ist ein rechter Nebenfluss des Ottawa River im Nordosten der kanadischen Provinz Ontario.
Der Blanche River fließt vom Sesekinika Lake in überwiegend südsüdöstlicher Richtung durch den Timiskaming District. Dabei durchfließt er die beiden Seen Kenogami Lake und Round Lake. Er passiert die Orte Swastika und Krugerdorf. Er fließt etwa 3 km nördlich an Englehart vorbei, wo er den Englehart River rechtsseitig aufnimmt. Schließlich mündet er in das Nordende des Lake Timiskaming. Der Blanche River hat eine Länge von etwa 120 km.
Größere Nebenflüsse des Blanche River sind neben dem Englehart River der Larder River und der Misema River, beide von links. Der Ontario Highway 11 folgt grob dem Flusslauf des Blanche River.